# Voulez-Vous
Voulez-Vous — шостий альбом шведського гурту ABBA, випущений в 1979 році.

## Композиції
Всі пісні написано Бенні Андерссоном та Бйорном Ульвеусом.

### Сторона A
1. «As Good As New» — 3:24
2. «Voulez-Vous» — 5:09
3. «I Have a Dream» — 4:45
4. «Angeleyes» — 4:20
5. «The King Has Lost His Crown» — 3:32

### Сторона B
1. «Does Your Mother Know» — 3:13
2. «If It Wasn't for the Nights» — 5:09
3. «Chiquitita» — 5:26
4. «Lovers (Live A Little Longer)» — 3:30
5. «Kisses of Fire» — 3:16